# 中村捷
中村 捷（なかむら まさる、1945年 - ）は、日本の英語学・言語学者、東北大学名誉教授。

## 略歴
島根県生まれ。1967年島根大学教育学部英語学科卒、1973年東北大学大学院文学研究科博士課程満期退学。1974年東北大学助手、1975年東京学芸大学講師、1977年助教授、1981年東北大学文学部助教授、1990年教授、1994年「束縛理論・語彙意味論の研究」で東北大学より博士（文学）の学位を取得。1999年同文学研究科教授、2008年定年退任、名誉教授、東洋英和女学院大学国際社会学部教授。2013年退職。
1977年市河賞受賞。この間、マサチューセッツ工科大学研究員（フルブライト若手研究員）。カリフォルニア大学アーバイン校客員教授（文部省在外研究員）。

## 著書
- 『束縛関係 代用表現と移動』（ひつじ書房、ひつじ研究叢書 言語編） 1996
- 『意味論 動的意味論』（開拓社、現代の英語学シリーズ） 2003
- 『実例解説英文法』（開拓社） 2009
- 『発話型英文法の教え方・学び方』（開拓社） 2018

### 共編著
- 『現代の英文法 7 形容詞』（安井稔, 秋山怜共著、研究社出版） 1976
- 『生成文法の基礎 原理とパラミターのアプローチ』（菊地朗, 金子義明共著、研究社出版） 1989
- 『チョムスキー理論辞典』（原口庄輔共編、研究社出版） 1992
  - 『チョムスキー理論辞典 増補版』（原口庄輔, 金子義明共編、研究社） 2016
- Current Topics in English and Japanese　（編、ひつじ書房） 1994
- 『言語の内在と外在』（平野日出征共編、東北大学文学部） 1998
- 『ことばの核と周縁 日本語と英語の間』（黒田成幸共編、くろしお出版） 1999
- 『生成文法の新展開 ミニマリスト・プログラム』（金子義明, 菊地朗共著、研究社出版） 2001
- 『英語の主要構文』（金子義明共編、研究社） 2002
- 『人文科学ハンドブック スキルと作法』（花登正宏, 千種眞一, 松本宣郎, 海野道郎共編、東北大学出版会） 2005
- 『東北 その歴史と文化を探る』（花登正宏, 千種眞一, 松本宣郎, 海野道郎共編、東北大学出版会、人文社会科学講演シリーズ） 2006

## 翻訳
- 『実用英文典』（斎藤秀三郎、開拓社） 2015